# Chaido Koukouli-Chrysanthaki
Chaido Koukouli-Chrysanthaki (Χάιδω Κουκούλη-Χρυσανθάκη; * 1940) ist eine griechische Archäologin.

## Berufliche Tätigkeit
Koukouli-Chrysanthaki verbrachte ihre berufliche Laufbahn in der 18. Ephorie für Prähistorische und Klassische Altertümer, der Ephoria Kavala, der das Archäologische Museum von Kavala angeschlossen ist. An der Ephorie Kavala war sie zwischen 1975 und 2000 zunächst Kuratorin und später Direktorin. Nach dem Eintritt in den Ruhestand setzte sie ihre Forschungs- und Publikationstätigkeit fort.
Zu ihren persönlichen Forschungsschwerpunkten in Kavala gehörten die vor- und frühgeschichtlichen Fundstellen des Arbeitsgebietes. So ist ihr Name speziell verbunden mit den bedeutenden Ausgrabungen auf dem Siedlungshügel Dikili Tash bei Krinides, der von der Jungsteinzeit bis in die Eisenzeit besiedelt war, und in der Siedlung von Kastri im Binnenland der Insel Thasos, die vor allem in der Bronze- und Eisenzeit besiedelt war. Daneben war Koukouli aber auch für die späteren Epochen bis zum Ende der klassischen Antike zuständig und verfasste in diesem Bereich beispielsweise archäologische Führer durch die Ausgrabungsstätten von Philippi und Amphipolis.

## Schriften
- Πρωτοϊστορική Θάσος. Τα νεκροταφεία του οικισμού Καστρί [Vorgeschichtliches Thasos. Die Friedhöfe der Siedlung Kastri] (= Δημοσιεύματα του Αρχαιολογικού Δελτίου. Band 45). 3 Teilbände, Ταμείο Αρχαιολογικών Πόρων, Athen 1992, ISBN 960-214-107-7.
- mit Charalambos Bakirtzis: Φίλιπποι. Ταμείο Αρχαιολογικών Πόρων και Απαλλοτριώσεον, Athen 1995, ISBN 960-214-129-8 (griechische Ausgabe), ISBN 960-214-124-7 (englische Ausgabe unter dem Titel „Philippi“), ISBN 960-214-239-1 (deutsche Ausgabe 1999 unter dem Titel „Philippi“).
- mit Dimitra Malamidou: Αμφίπολη. Μια πόλη της αρχαιότητας [Amphipolis. Eine Stadt des Altertums]. Εκδόσεις Καλειδοσκόπιο, Athen 2007, ISBN 960-7846-68-0.
- mit Pascal Darcque, Dimitra Malamidou, René Treuil und Zoi͏̈ Tsirtsoni: Dikili Tash, village préhistorique de Macédoine orientale. Band 2,2: Histoire d’un tell. Les recherches 1986-2016 (= Recherches franco-helléniques. Band 7; = Bibliothèque de la Société Archéologique d’Athènes. Band 331). École française d’Athènes, Athen 2020, ISBN 978-2-86958-540-9.